# Uncharted: Drake's Fortune
Uncharted: Drake's Fortune és un videojoc d'acció i aventura, desenvolupat per Naughty Dog, i publicat per Sony Computer Entertainment per a la consola PlayStation 3. Una demostració del joc va ser llançada el 8 de novembre de 2007, en la PlayStation Network. Encara que en els EUA es va fixar data per al 19 de novembre, va ser llançat el dia 16 en unes àrees seleccionades. El subtítol El Tresor de Drake és una referència al famós explorador Sir Francis Drake i el mite sobre el seu tresor. En el joc, els jugadors assumeixen el paper de Nathan Drake, un caçador de tresors al més pur estil d'Indiana Jones.

## Jugabilitat
La jugabilitat de Uncharted és una combinació d'elements d'acció i aventura i part de plataformes en 3D amb una perspectiva en tercera persona. Els elements de plataformes permeten a Nate saltar, nedar, agafar-se i moure's per vores, pujar i saltar de les cordes i realitzar altres accions acrobàtiques que permet als jugadors fer el seu camí al llarg de les ruïnes a les diferents zones de l'illa que explora Drake.
Quan s'enfronta a enemics, el jugador pot utilitzar atacs cos a cos i combo a curta distància per treure enemics o optar per utilitzar armes. Els atacs de cos a cos comprenen una gran varietat de cops únics, mentre que els atacs combinats s'activen a través de seqüències específiques de premses de botons que, si es programen correctament, ofereixen un dany molt més gran; el més perjudicial d'aquests és el "combo brutal" específic, que obliga els enemics a caure dues vegades la munició que normalment sortirien. Nate només pot portar una pistola i un rifle a la vegada, i hi ha una quantitat limitada de munició per arma. Recollir una arma de foc diferent canvia aquesta arma per a la nova. Les granades també estan disponibles en determinats punts, i l'altura de l'arc de rellotge s'ajusta inclinant el controlador Sixaxis cap amunt o cap avall. Aquests elements de perspectiva de tercera persona van ser comparats per diversos revisors de Gears of War, en tant que el jugador pot fer que Drake es tapa darrere de les parets, i utilitzi un foc cec o un foc apuntat per matar els enemics. En comú amb el joc esmentat anteriorment, Uncharted no té una barra de salut a la pantalla; en canvi, quan el jugador pateix danys, els gràfics comencen a perdre color. Mentre es descansa o cobreix durant un breu període, el nivell de salut de Drake, indicat pel color de la pantalla, torna a la normalitat.
El joc també inclou vehicles, on Drake ha de protegir el jeep que ell i Elena utilitzen amb una torreta muntada, i on Drake i Elena van amb jet ski al llarg de rutes plenes d'aigua, evitant el foc enemic i els barrils explosius. Mentre que els jugadors dirigeixen a Drake a la conducció del jet ski, també poden canviar a Elena per apuntar la pistola per utilitzar la seva arma — ja sigui el llançador de granades o la Beretta, depenent del capítol — en defensa, o per treure els barrils del seu camí.
El joc també compta amb punts de recompensa, que es poden obtenir recollint 60 tresors ocults en el joc que brillen momentàniament o completant determinats èxits, com ara aconseguir una sèrie de morts amb una arma específica, realitzar diversos tiratges al cap o utilitzar mètodes específics per matar enemics. Als jocs secundaris posteriors del joc, el jugador pot utilitzar aquests punts de recompensa per desbloquejar opcions especials; s'inclouen les bonificacions en el joc, com ara vestits alternatius i municions il·limitades però també extres que no són jocs, com ara fer vídeos i conceptes artístics. També hi ha diverses referències a altres jocs de Naughty Dog, especialment la sèrie Jak and Daxter; això es fa a través de la marca "Ottsel" en els vestits de neoprè de Drake i Fisher, una referència a l'espècie que barreja llúdriga i mostela trobada en el joc, i l'estranya relíquia que es troba en un dels capítols anteriors, que és en realitat un precursor de la mateixa sèrie.
El joc se censura quan es reprodueix en una consola japonesa per eliminar la sang, que normalment apareix en disparar enemics; això segueix la tendència d'altres jocs de consola censurats a la regió, com ara Dead Rising i Resistance: Fall of Man.

## Argument
El joc s'obre amb Nathan Drake (Nolan North, veu anglesa) qui recupera el taüt de l'explorador i ancestre de Nathan (tal com ell mateix diu), Sir Francis Drake des del fons de l'oceà, utilitzant les coordenades inscrites en un anell en possessió de Nathan. L'esforç es paga a través de l'empresa de la periodista Elena Fisher (Emily Rose), que està aquí per registrar els esdeveniments per a un possible documental reeixit. El taüt està buit, sense cadàver, només conté un diari escrit per Sir Francis Drake, que apunta a la ubicació de El Dorado, la llegendària ciutat d'or on Sir Francis Drake va ser per trobar el tresor, demostrant la seva falsa mort com Nathan creia. Sobtadament són atacats per una banda de pirates que perseguien a Nathan i destrueixen el vaixell, però tots dos són rescatats pel company de Nathan, Victor "Sully" Sullivan (Richard McGonagle). Més endavant es revelarà que aquests pirates estaven liderats per Eddy Tall (Sie James), un vell rival de Nathan.
Nathan i Sully volen a l'Amèrica del Sud sense Elena i troben pistes que El Dorado no és realment una ciutat, sinó una gran estàtua d'or, i que l'estàtua va ser retirada llarg temps enrere per conqueridors espanyols. No obstant això, Nathan i Sully descobreixen un U-Boot abandonat a prop, amb la tripulació morta i les seves butxaques plenes d'or i una pàgina desapareguda del diari de Drake que apunta a una illa tropical del sud, on és probable que estigui l'estàtua. No obstant això, abans que puguin sortir cap a l'illa, Nathan i Sully són abordats per Gabriel Roman (Simon Templeman), un caça-tresors que ha contractat els serveis de mercenaris, liderats per Atoq Navarro (Robin Atkin Downes), un arqueòleg amb el coneixement de l'estàtua. Nathan es nega a ajudar a Gabriel, llavors aquest li dispara a Sully en el pit, just llavors Elena apareix per ajudar a Nathan. Els dos escapen ràpidament sense Sully en l'avió per on es creu que l'estàtua està situada.
En apropar-se a l'illa, el seu avió és derrocat, però tots dos salten separats en paracaigudes. Nathan lluita a l'illa contra els mercenaris de Gabriel, i troba una cova on es troba el paracaigudes d'Elena. No obstant això ell troba unes marques que ho condueixen a la fortalesa on es troben els mercenaris de Gabriel en el diari de Drake i s'adona que està en el camí correcte cap a l'estàtua d'or. Nathan i Elena es reagrupen i han de fugir d'Eddy i els mercenaris de Gabriel. Els dos treballen junts per arribar a una ciutat portuària on descobreixen que l'estàtua s'ha mogut a l'interior d'un monestir. En el monestir, Nathan una vegada més utilitza el diari per localitzar passatges ocults, Gabriel encara els segueix, i al final reunir-se amb Sully, que va sobreviure a causa que el diari havia bloquejat la bala, i demostra que li segueix sent fidel a Nathan a pesar que treballa amb els homes de Gabriel. Sully roman en una ubicació segura per ajudar a Nathan amb la ràdio, Nathan i Elena arriben a un laberint molt semblant als passatges subterranis portant a una gran volta del tresor. Aquests arriben a un atzucac troba el cadàver de Sir Francis Drake assumint que ell va morir a l'illa buscant el tresor. Però abans de passar es troben amb Eddy corrent per la seva vida perseguit per mutants amb increïble força i velocitat. Nathan i Eddy cooperen de moment, finalment Eddy és mossegat en el coll i instantàniament llançat al buit deixant solament a Nathan i posteriorment aquest últim escapa amb Elena, fins que es troben en un búnker alemany abandonat construït a l'illa. Nathan en restaurar l'electricitat troba un rotllo de pel·lícula, on es descriu com els alemanys, durant la Segona Guerra Mundial, van quedar maleïts per l'estàtua convertint-se en mutantes igual que els espanyols antany. Nathan troba una carta escrita per Sir Francis Drake on descobreix que ell no va venir per l'estàtua com un tresor sinó per evitar que la hi portessin de l'illa, pels efectes de propagació de la maledicció, també descobreix que Sir Francis va ser assassinat pels mutants espanyols, després de destruir tots els seus vaixells perquè no escapessin i inundar la colònia.
Nathan intenta tornar on està Elena, a la qual havia deixat enrere esperant-li, però troba que ha estat capturada per Gabriel i Navarro. Nathan s'obre camí per sortir de l'illa, a través dels mercenaris i els mutants, amb ajuda de Sully aconsegueix derrotar-los mentre aquests cobreixen la sortida de Gabriel a través de l'antiga església del monestir. Troben que Gabriel ha trobat l'estàtua, i veuen com Navarro insisteix a Gabriel perquè obri l'estàtua per veure el seu contingut, al·legant que el veritable tresor es troba dins. Gabriel ho fa, revelant al momificado "home d'or" de la llegenda. La pols de la mòmia deriva de l'estàtua i cau en la cara de Gabriel, embogint-ho i ràpidament causant que entri en una fase primerenca de mutació, i és ràpidament assassinat d'un tir en el cap per Navarro. Se suposava que Navarro havia planejat això des del principi, i va sol·licitar l'estàtua no per l'or, sinó per la possibilitat de vendre el mutagen com una arma. Navarro, que encara tenen en captivitat a Elena, utilitza un helicòpter per aixecar l'estàtua, malgrat els advertiments que l'estàtua havia aniquilat a tota la colònia. Nathan és capaç de saltar a l'estàtua abans que l'helicòpter pugui sortir. Navarro ràpidament descobreix a Nathan i ordena als seus homes disparar-li. Elena utilitza l'oportunitat de caminar al mercenari fos de l'helicòpter, aquest en caure dispara el seu rifle, la qual cosa dona com a resultat la mort del pilot. L'helicòpter cau en un vaixell petrolier de Gabriel, llançant a Nathan i Navarro a certa distància. Llavors Nathan s'enfronta a Navarro en una lluita final. Allí Nate noqueja a Navarro i corre en ajuda d'Elena en les restes de l'helicòpter que s'inici perillosament fora de la vora del buc. No obstant això, Navarro recupera la consciència i s'aixeca. Però les cames de Navarro s'embullen en el cable de l'helicòpter, Nathan aprofita i llança a l'helicòpter per la broda arrossegant a Navarro i a l'estàtua de El Dorado al fons del mar.
Moments més tard, Sully arriba en una petita llanxa ràpida, després d'haver escapat de l'illa i agafat diverses caixes del tresor que va trobar en la cova. Una vegada a bord, Elena recorda a Nathan que per la seva culpa va perdre la seva càmera i que ell encara li deu una història. A mesura que el vaixell navega cap a l'horitzó, Nathan assegura que no trencarà la seva promesa.

## Entorn

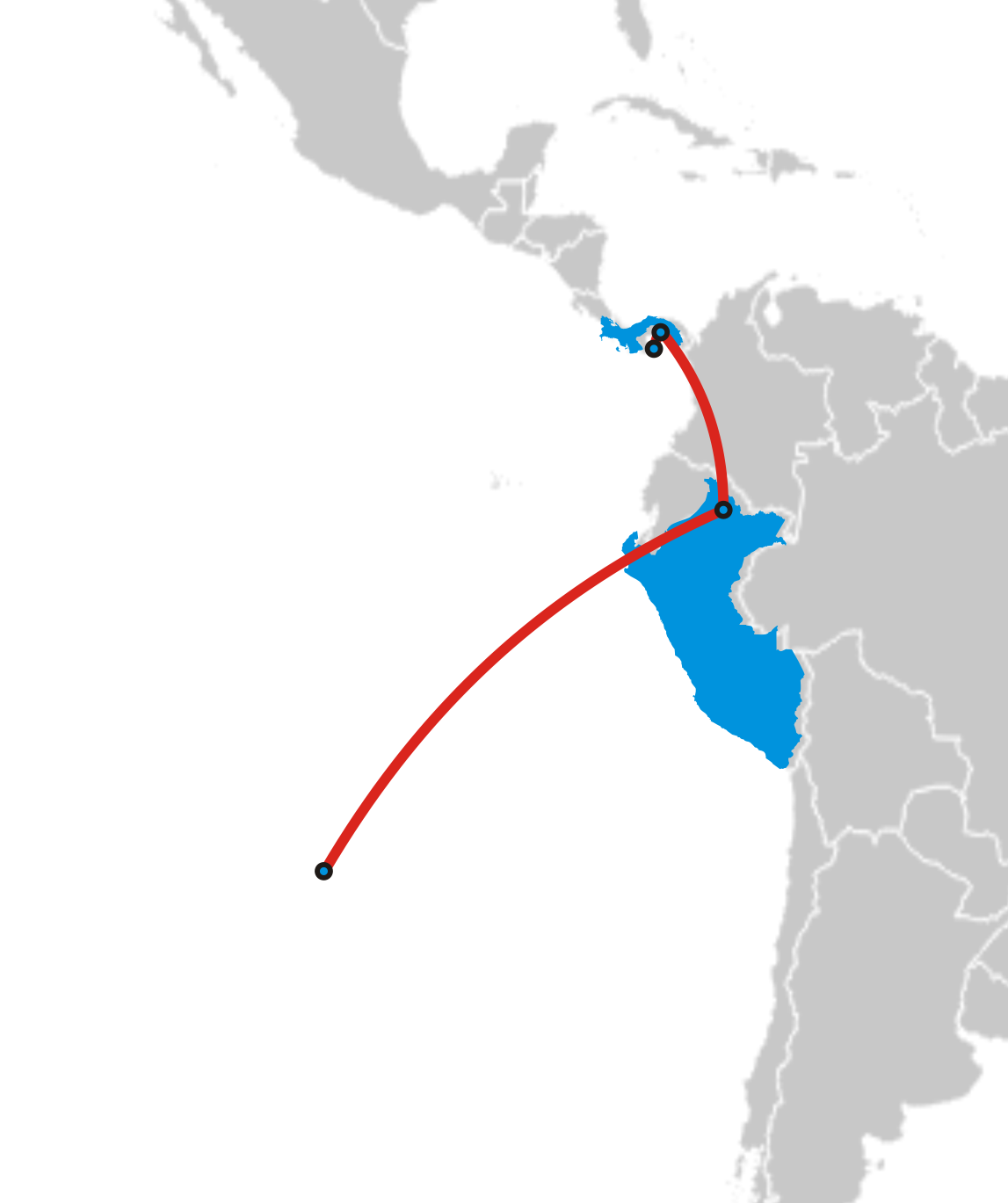
Travessia Uncharted: Drake's Fortune

El joc comença a uns quilòmetres de la costa pacífica de Panamà on Nathan i Elena busquen un suposat taüt de Sir Francis Drake, són abordats per pirates, Victor Sullivan arriba en un hidroavió a rescatar-los, tornen a terra ferma a Panamà on es revela en el diari de Drake un mapa molt fidel a la geografia real en el qual El Dorado es troba a prop a un afluent al Nord del riu Napo, en proximitats de Puerto Arica, Perú, entre el capítol 1 i el 2 pel que sembla Nathan i Sullivan fan una escala en Lima abans d'arribar a El Dorado, que no apareix en el joc però si és comentada pels personatges a l'inici del capítol 2.
Estant a Perú, Nathan descobreix unes coordenades que assenyalen una illa en el pacífic cridada "Illa Amagada" al nord-est de l'Illa de Pasqua, aquesta "Illa Amagada", que és merament fictícia, era una antiga colònia espanyola a la qual Elena i Nathan viatgen en l'hidroavió.
La resta del joc succeeix en aquesta "Illa Amagada".

## Capítols
- Capítol 1: Emboscat (Regió: Panamà )
- Capítol 2: A la recerca de El Dorado (Regió: Perú )
- Capítol 3: Una troballa sorprenent (Regió: Perú )
- Capítol 4: Un avió sinistrat (Regió: Perú )
- Capítol 5: La fortalesa (Regió: Perú )
- Capítol 6: Desbloquejar el passat (Regió: Perú )
- Capítol 7: Sortir d'una... (Regió: Perú )
- Capítol 8: La ciutat submergida (Regió: Perú )
- Capítol 9: Cap a la Torre (Regió: Perú )
- Capítol 10: L'oficina de duanes (Regió: Perú )
- Capítol 11: Atrapat (Regió: Perú )
- Capítol 12: Riu amunt (Regió: Perú )
- Capítol 13: Santuari? (Regió: Perú )
- Capítol 14: Sota terra (Regió: Perú )
- Capítol 15: Després de la pista del tresor (Regió: Perú )
- Capítol 16: La càmera del tresor (Regió: Perú )
- Capítol 17: El cor del tresor (Regió: Perú )
- Capítol 18: El búnquer (Regió: Perú )
- Capítol 19: Convidats poc grats (Regió: Perú )
- Capítol 20: Carrera al rescat (Regió: Perú )
- Capítol 21: Or i ossos (Regió: Perú )
- Capítol 22: Enfrontament (Regió: Perú )

## Personatges i actors
- Nathan Drake (Nolan North): És un saquejador de tresors, troba el taüt del seu suposat avantpassat, Sir Francis Drake, el qual conté el mapa cap a El Dorado. És acompanyat pel seu vell amic, Victor Sullivan, i una reportera, Elena Fisher. Durant la història, descobreix que El Dorado no és un tresor, sinó una maledicció que, qui obrís el santuari daurat, es convertiria en un ésser aterridor, tal com els succeeix als espanyols. En el final, Nathan aconsegueix detenir el pla de Navarro de vendre El Dorado perquè no sorgeixi una plaga al món. Després d'això, va al costat d'Elena, amb qui ja estava entaulant una relació amorosa, i també amb Sully, qui havia trobat un gran tresor.

- Elena Fisher (Emily Rose): És una periodista que busca el reportatge de la seva vida en seguir el camí de Nathan i Sully cap al Daurat. Per la meitat de la història, quan creuava un pont, perd la seva càmera i alhora la seva gran oportunitat. Ajuda a Drake en tot el que necessita i comença a tenir una relació amorosa amb ell, la qual va augmentant durant la història.

- Victor Sullivan (Richard McGonagle): És un vell amic de Drake, també saquejador de tresors. Deu molts diners a un empresari anomenat Gabriel Roman, el qual li dispara en el pit i gairebé ho mata. Roman, en notar que Sully estava viu, ho pren com a ostatge perquè els guiï cap al Daurat, encara que aquest fa el contrari perquè Nate i Elena ho trobin. Sempre té un havà en la seva butxaca i el seu bigoti és figura de diverses bromes de Nathan. Al final, troba un gran tresor, el qual ho comparteix amb el seu company i escapen de l'illa en la seva llanxa.

- Gabriel Roman (Simon Templeman): Antagonista principal en la major part del joc. És un empresari al com Sully li deu molts diners, qui ho pren com a ostatge per trobar El Dorado i saldar els deutes. En trobar l'anhelat tresor, és enganyat per Atoq Navarro, qui li diu que el veritable tresor es trobava dins del santuari daurat. Roman, en obrir-ho, cau en la maledicció i es transforma, sent executat al moment per Navarro.

- Atoq Navarro (Robin Atkin Downes): Un arqueòleg contractat per Gabriel Roman en la recerca de El Dorado, l'i Roman es coneixen des de fa temps i és el veritable antagonista principal del joc. Des del principi havia planejat la seva traïció contra Roman, fent que aquest es transformi i després executant-ho d'un tir en el cap. L'objectiu de Navarro era portar-se El Dorado per vendre-ho. Finalment, i després d'una baralla amb Drake, aquest tira l'helicòpter al mar, el qual estava subjectat mitjançant una soga amb el tresor i la cama de Navarro. Tot seguit, Navarro s'enfonsa en el profund del mar juntament amb el tresor que tant anhelava. Té el seu propi exèrcit de mercenaris personal per aixafar la seva competència.

- Eddie Raja (James Sie): Lladre, pirata i vell conegut de Nathan Drake. En ser barat, és contractat per Roman perquè detingui a Nate, cosa en la qual fracassa. En les catacumbes, es retroba amb Nathan i tots dos es veuen sota l'atac dels espanyols endimoniats, que havien caigut en la maledicció de El Dorado. Eddie i Nate s'ajuden mútuament per escapar del lloc, però al moment menys pensat, un dimoni mossega a Eddie en el coll i cau al buit amb ell. Curiosament, Eddie Raja apareix en el quadern que porta Drake, on diu RIP

## Recepció

### Crítica
Uncharted va ser ben rebut per molts crítics, elogiant-se com a punts fort la seva presentació i la seva història. Es va convertir en un dels jocs millor valorats de PS3: en Gamerankings va obtenir una puntuació mitjana de 89,7% i, en MetaCritic, de 88/100. A Gametrailers i IGN va collir puntuacions de 8,9 i 9,1, respectivament. El joc va ser criticat per la seva censura quan es juga en una consola japonesa, en eliminar la sang, que normalment apareix quan es dispara als enemics.
Official PlayStation Magazine d'Austràlia va donar al joc un 10/10, cridant al joc "el millor joc exclusiu per Playstation."
Blast Magazine va nomenar a Uncharted millor joc de PlayStation 3 de 2007, però així i tot criticava al joc per ser lineal i per la seva falta de llibertat de moviment.
Diversos llocs web com Kotaku i IGN el van nomenar "Videojoc PS3 de l'Any".

### Vendes
Uncharted: El tresor de Drake va aconseguir vendre 1 milió de còpies en 10 setmanes des de la seva sortida al novembre de 2007. Mentre que Sony va publicar en 2009 en l'E3 que ja portava venudes un total de 2,6 milions de còpies.